# No, No, Nanette (film, 1950)
Pour les articles homonymes, voir No, No, Nanette.
Pour plus de détails, voir Fiche technique et Distribution.
No, No, Nanette (Tea for Two) est un film musical américain en Technicolor réalisé par David Butler, sorti en 1950.
Inspiré de la comédie musicale No, No, Nanette créée en 1925 à Broadway, il s'agit du remake de film homonyme de 1940, avec Anna Neagle.

## Synopsis
Grâce à la fortune dont elle vient d'hériter, Nanette veut exaucer son rêve : investir dans un show de Broadway dont elle sera la vedette. Mais son oncle n'ose pas lui avouer qu'elle est ruinée, à la suite d'un krach boursier. Il promet de tout financer, si elle ne dit pas « oui », durant 24 heures. Pour lui, le marché est gagné d'avance...

## Fiche technique
- Titre : No, No, Nanette
- Titre original : Tea for Two
- Réalisation : David Butler ; LeRoy Prinz (numéros musicaux)
- Scénario : Harry Clork d'après la comédie musicale d'Otto Harbach, Frank Mandel, Irving Caesar et Vincent Youmans
- Photographie : Wilfred M. Cline
- Montage : Irene Morra
- Musique : Vincent Youmans ; Howard Jackson (musique additionnelle)
  - Direction musicale : Ray Heindorf
- Chorégraphie : Eddie Prinz et Al White Jr.
- Direction artistique : Douglas Bacon
- Décors : Lyle B. Reifsnider
- Costumes : Leah Rhodes
- Production : William Jacobs
- Société de production : Warner Bros. Pictures
- Société de distribution : Warner Bros. Pictures
- Pays d'origine :  États-Unis
- Format : couleur (Technicolor) - 35 mm - 1,37:1 - Son mono (RCA Sound System)
- Genre : Comédie musicale
- Durée : 88 min
- Dates de sortie : 
  - États-Unis : 2 septembre 1950
  - France : 31 octobre 1951

## Distribution
- Doris Day (VF : Jacqueline Francell, dialogues et Irène Hilda, chant) : Nanette Carter
- Gordon MacRae : Jimmy Smith
- Gene Nelson (VF : Roger Rudel) : Tammy Trainor
- Eve Arden : Pauline Hastings
- Billy De Wolfe (VF : Robert Dalban) : Larry Blair
- S. Z. Sakall (VF : Serge Nadaud) : J. Maxwell Bloomhaus
- Bill Goodwin : William « Moe » Early
- Patrice Wymore : Beatrice Darcy
- Virginia Gibson : Mabel Wiley